# Fokker
«Фоккер» (нидерл. Fokker) — нидерландская авиастроительная компания, носившая своё имя в честь основателя — Антона Фоккера. Осуществляла свою деятельность с февраля 1912 года до марта 1996 года. Специализировалась на проектировании и производстве самолётов гражданского и военного назначения различных типов.

## Основание Компании и начальный период деятельности
В ходе своей истории компания существовала под различными именами.
Первоначально была основана в 1912 году как AHG Fokker Aeroplanbau в Йоханнистале (район Берлина, Германия).
В 1913 году, переехав в г. Шверин (Германия), была переименована в Fokker Aeroplanbau GmbH.
По окончании Первой мировой войны, согласно Версальским соглашениям послевоенной Германии запрещалось иметь свой военно-воздушный флот, проектировать и строить самолёты, размещать на немецкой территории авиастроительные предприятия. Поэтому в 1919 году компания вынуждена была перенести свою деятельность в Нидерланды.

## Самолёты конструкции фирмы Fokker в период Первой мировой войны
Самолётам, которые производились фирмой Fokker присваивались индексы, согласно классификации, принятой в германской авиации начала XX века:
A — одномоторные невооружённые монопланы
B — одномоторные двухместные невооружённые бипланы
C — одномоторные двухместные вооружённые бипланы
D — одномоторные одноместные вооружённые бипланы
E — одномоторные одноместные вооружённые монопланы
Dr — одномоторные одноместные вооружённые трипланы

### Боевое применение
- Учебные.
- Санитарные самолёты.
- Самолёты связи и разведки.
- Истребители.
- Истребители-бомбардировщики.
- Артиллерийские наблюдатели-корректировщики.
- Штурмовики.

### Самолёты конструкции фирмы Fokker на вооружении ВВСАвстро-Венгерской империи
Одномоторнные одноместные бипланы:
- Fokker D.VII (1918)
- Fokker М.5

### Самолёты конструкции фирмы Fokker на вооружении ВВСГерманской империи
Одномоторные невооружённые монопланы:
- Fokker A.I
- Fokker A.II
- Fokker A.III

Одномоторные одноместные вооружённые монопланы:
- Fokker E.I (1915)
- Fokker E.II
- Fokker E.III
- Fokker E.IV

Одномоторные одноместные трипланы:
- Fokker Dr.I (1917)

### Самолёты конструкции фирмы Fokker на вооружении ВВС других стран
Одномоторнные одноместные бипланы:
- Fokker D.I
- Fokker D.II
- Fokker D.III
- Fokker D.IV
- Fokker D.V
- Fokker D.VI
- Fokker D.VII (1918)
- Fokker D.VIII (также известен как моноплан Fokker E.V) — (1918)

Одномоторнные одноместные трипланы:
- Fokker Dr.I (1917)

Одномоторные одноместные вооруженные монопланы:
- Fokker E.I (1915)
- Fokker E.II (1915)
- Fokker E.III (1916)
- Fokker E.IV (1916)
- Fokker E.V (также известен как моноплан Fokker D.VIII)

## Расцвет деятельности в Нидерландах
В годы наибольшего расцвета — 1920-е и 1930-е — компания доминировала на рынке гражданских авиалайнеров, а также выпускала истребители и другие типы самолётов, в их числе Fokker D.XXI и Fokker C.XIV, применявшиеся ВВС Нидерландов во время Второй мировой войны и даже одержавшие ряд побед против Luftwaffe.

### 1923 год. Истребитель Райнхольда Плаца Fokker D.XI
В 1922—1923 годах немецкий авиаконструктор Райнхольд Плац (Reinhold Platz) спроектировал и построил на заводе Компании одномоторный лёгкий манёвренный одноместный истребитель-полутораплан, который получил название Fokker D.XI. Самолёт был оснащён поршневым двигателем Испано-Сюиза (Hispano-Suiza) мощностью 224 kW = 300 л. с.
Первый успешный полёт прототипа состоялся 23 марта 1923 года. Испытания показали, что конструкция нового самолёта весьма удачна, а лётные характеристики удовлетворяют требованиям военных заказчиков.
Первоначально истребитель предназначался для поставки на вооружение ВВС Нидерландов. По заказу правительства началось серийное производство боевой машины на заводе компании.
Было построено 117 машин, когда правительство Нидерландов из-за финансовых проблем отказалось от закупки самолётов. Вся выпущенная партия истребителей пошла на экспорт в другие страны.

### Истребители Fokker вВоенно-воздушных силах РККА. 1918—1929 годы
В условиях Гражданской войны на территории бывшей Российской империи противоборствующие стороны и различные военные группировки использовали самолёты фирмы Fokker. Самолёты применялись для связи, разведки и фотографирования, обстрелов и бомбардировки сил противника, выполняли транспортные и санитарные функции. Часть самолётов использовалась как учебные для подготовки пилотов.
Согласно советской военной доктрине того времени наряду с танковыми и автомоточастями армии Военно-воздушные силы РККА определялись как «специальные технические части».
В распоряжении летных частей РККА находились самолёты:
- Fokker D.VII (Фоккер Д-7,или ФД-7) — одномоторный одноместный лёгкий манёвренный истребитель. Стоял на вооружении 1-я Краснознамённой истребительной эскадрильи, аэродром Гатчина, неподалёку от Петрограда.
- В 1922—1923 гг. СССР закупил у компании Fokker небольшое количество истребителей Fokker D.VII (ФД-7), которые поступили на вооружение лётных строевых частей Военно-воздушных сил РККА[2].

На советском авиационном заводе «Авиаработник» для нужд ВВС РККА по лицензии компании Fokker с 1928 года выпускался истребитель Fokker D.XI (ФД-11), построено 15 штук.
Одномоторный одноместный лёгкий истребитель-полутораплан манёвренный Fokker D.XI в советской постройке имел двигатель М-6 (советская копия мотора Hispano-Suiza 8Fb) мощностью 300 л. с. с деревянным двухлопастным винтом фиксированного шага, планёр смешанной дерево-полотняной конструкции, c открытой кабиной и неубирающимся в полёте шасси.
При взлётном весе 1250 кг самолёт имел максимальную скорость 225 км/ч и дальность полёта 575 км. В варианте боевого самолёта-истребителя вооружался пулемётами 2×7,62 мм для поражения целей в передней полусфере.
Лицензионный самолёт Fokker D.XI эксплуатировался в СССР до 1929 года.
Часть самолётов Fokker D.VII и Fokker D.XI использовалась как учебные и тренировочные в авиационных школах СССР.

## Компания и Вторая мировая война
С началом Второй мировой войны производственные площади компании на территории Нидерландов были захвачены немецкими войсками и использовались для выпуска патрульных летающих лодок Dornier Do 24 (159 самолётов в 1941-1944 годах), учебно-тренировочных монопланов Bücker Bü 181 Bestmann (708 самолётов в 1942-1944 годах), гидросамолётов Arado Ar 196 (59 в 1943-1944 годах) и частей для транспортных самолётов Junkers Ju 52.

## Деятельность в 1945—1996 годах
В послевоенный период предприятие продолжило производство авиатехники, начав с выпуска в 1947 г. серии учебных самолётов S.XI Instructor для ВВС Нидерландов. 
В 1951 году вступил в строй завод рядом с аэропортом Схипхол (Амстердам). 
Осуществлялось лицензионное производство ряда самолётов, в том числе военных Gloster Meteor и Lockheed F-104 Starfighter.
С 1958 года компания выпускала и ряд удачных гражданских авиалайнеров — Fokker F27, Fokker F28, семейство Fokker 50/70/100.
Компания обанкротилась в 1996 году, а её подразделения были распроданы конкурентам.

## Современное состояние
На начало 2017 года число активно используемых воздушных судов Fokker составило примерно 400 бортов, сократившись с 2016 года на 100 бортов. Тем не менее на вторичном рынке самолеты марки продолжают пользоваться спросом. За 2016 год при посредничестве Fokker Technologies владельцев поменяли 42 голландских самолета.

## Авиаконструктор Рудольф Физир и его деятельность в компании Fokker
Рудольф Физир (1891—1960) — югославский авиаконструктор, чья инженерная деятельность в 1914—1916 годах начиналась под руководством Энтони Фоккера.
Рудольф Физир родился в городке Лудбрег, в Хорватии.
По окончании начальной, а затем — ремесленной школы в Загребе, в 1906—1907 годах продолжил учёбу в старших классах средней технической школы в Винер-Нойштадте. Затем учился в Техническом Университете Тулузы во Франции. В 1911 (1912 ?) году поступил в Аэротехническую инженерную академию в Висмаре, Германия. Первый студенческий проект 1913 года — спортивный биплан, который не был реализован.
С началом Первой мировой войны Физир в качестве аспиранта Академии направлен на работу в Шверин, где ему доверили проектирование истребителей для германского воздушного корпуса на новом заводе Fokker-Flugzeugbau. В 1915 году Рудольф Физир по окончании учёбы сдал экзамены с получением диплома аэротехнического инженера.
В апреле 1916 года Энтони Фоккер направил Физира в Будапешт для поиска площадей и организации производства дочерней компании Fokker в Венгрии.
В сентябре 1916 года Физир вернулся в Германию, оставил фирму Fokker и перешел на работу конструктором вначале в компанию Hansa und Brandenburg Flugzeugwerken в Бранденбурге, а затем — в компанию Hansa-Lloyd-Werk, где и работал до окончания Первой мировой войны.
В 1921 году поступил на службу в Югославские королевские ВВС, где проектировал и строил самолёты, состоявшие на вооружение ВВС Королевства Югославии, а затем и ВВС Югославии.

## Подразделения, носящие имя «Fokker»
- Fokker Aerostructures[англ.]
- Fokker Landing Gear
- Fokker Elmo
- Fokker Aircraft Services
- Fokker Services